# Ångspruta

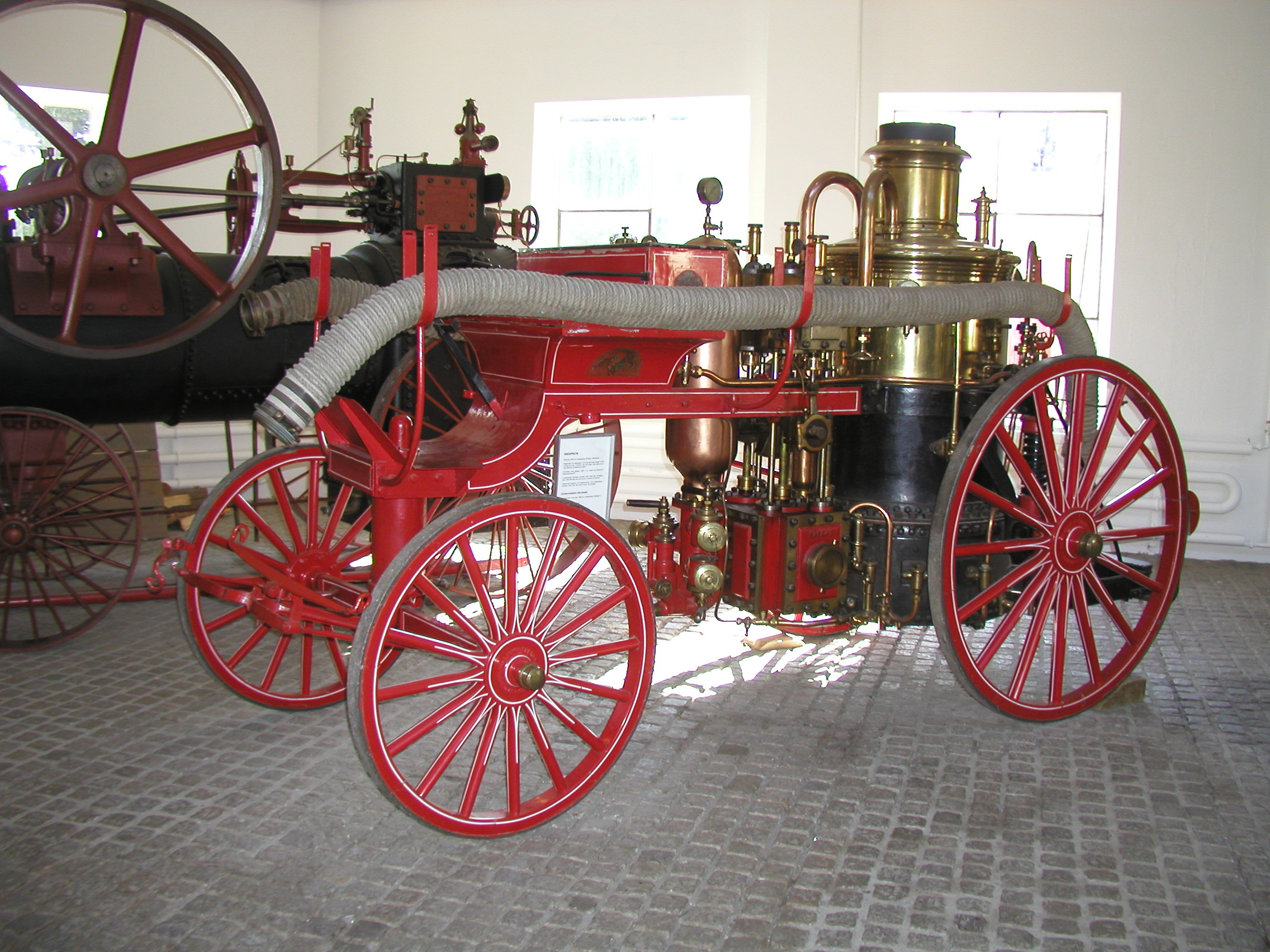
Ångspruta tillverkad 1896 på Ludwigsbergs verkstad i Stockholm. Ångsprutan var hästdragen. År 1914 tog det enligt uppgift 15-20 minuter att få den i funktion. Den kan eldas under gång av en man stående på plattformen baktill. Användes sista gången 1926 vid en brand på Eskilstuna Stålpressnings AB. (Foto taget på Eskilstuna stadsmuseum)

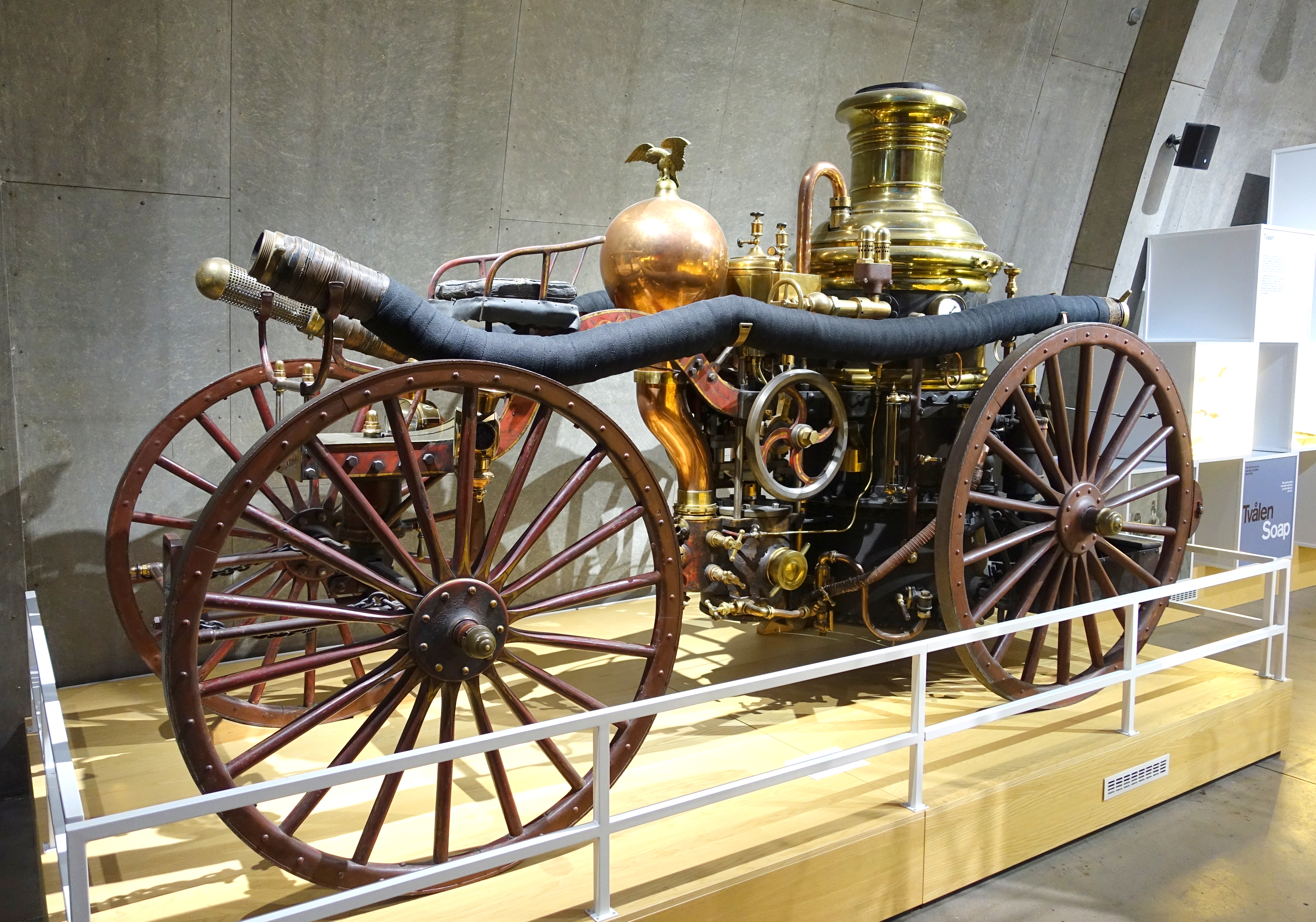
Ångspruta i Tekniska Museet i Stockholm.

En ångspruta är en hästdragen, ångdriven brandspruta. De första ångdrivna brandsprutorna konstruerades av John Ericsson med hjälp av britten Braithwaite 1829. I Sverige infördes ångsprutan först i Göteborg 1862. Men redan 1861 hade en svensk ångspruta tillverkats av Robertssons mekaniska verkstad i Göteborg. I Sverige startades tillverkning vid Ljusne mekaniska verkstad 1878. Först kopierade man amerikanska brandsprutor. Tillverkningen övertogs 1883 av Ludvigsbergs verkstadsaktiebolag i Stockholm som kom att bli den största tillverkaren av ångsprutor i Sverige. Det var även ett av de ledande företagen internationellt.
Ångsprutan medförde stor förbättring av brandsprutans kapacitet. Den hade dock en nackdel: Det tog 15-20 minuter att få tillräckligt tryck för att driva pumpen. Brann det i närheten av brandstationen hände det att det inte hunnit bli tillräckligt tryck i sprutan vid framkomsten. 
Ångsprutorna ersattes så småningom med bensindrivna eller elektriska sprutor, eller sprutor där vattnet drevs fram med hjälp av trycket från kolsyra i stora tuber, den första motorsprutan i Sverige tillverkades 1909. Ännu på 1930-talet förekom dock ångsprutor som reservbrandsprutor i många mindre städer.